# Kenia na Letnich Igrzyskach Olimpijskich 2016
Kenię na Letnich Igrzyskach Olimpijskich 2016 reprezentowało 89 zawodników: 47 mężczyzn i 42 kobiety. Był to czternasty start reprezentacji Kenii na letnich igrzyskach olimpijskich. Reprezentacja Kenii wszystkie medale zdobyła w Lekkoatletyce.

## Zdobyte medale
| Medal  | Zawodnik              | Dyscyplina    | Konkurencja                            | Rezultat | Data        |
| ------ | --------------------- | ------------- | -------------------------------------- | -------- | ----------- |
| Złoto  | Jemima Sumgong        | Lekkoatletyka | maraton kobiet                         | 2:24:04  | 14 sierpnia |
| Złoto  | David Rudisha         | Lekkoatletyka | Bieg na 800 m mężczyzn                 | 1:42,15  | 15 sierpnia |
| Złoto  | Faith Kipyegon        | Lekkoatletyka | Bieg na 1500 m kobiet                  | 4:08,92  | 16 sierpnia |
| Złoto  | Conseslus Kipruto     | Lekkoatletyka | Bieg na 3000 m z przeszkodami mężczyzn | 8:03,28  | 17 sierpnia |
| Złoto  | Vivian Cheruiyot      | Lekkoatletyka | Bieg na 5000 m kobiet                  | 14:26,17 | 20 sierpnia |
| Złoto  | Eliud Kipchoge        | Lekkoatletyka | Maraton mężczyzn                       | 2:08:44  | 21 sierpnia |
| Srebro | Vivian Cheruiyot      | Lekkoatletyka | Bieg na 10 000 m kobiet                | 29:32,53 | 12 sierpnia |
| Srebro | Paul Kipngetich Tanui | Lekkoatletyka | Bieg na 10 000 m mężczyzn              | 27:05,64 | 13 sierpnia |
| Srebro | Hyvin Jepkemoi        | Lekkoatletyka | Bieg na 3000 m z przeszkodami kobiet   | 9:07,12  | 15 sierpnia |
| Srebro | Boniface Tumuti       | Lekkoatletyka | Bieg na 400 m przez płotki mężczyzn    | 47,78    | 18 sierpnia |
| Srebro | Hellen Obiri          | Lekkoatletyka | Bieg na 5000 m kobiet                  | 14:29,77 | 20 sierpnia |
| Srebro | Julius Yego           | Lekkoatletyka | Rzut oszczepem mężczyzn                | 88,24 m  | 20 sierpnia |
| Brąz   | Margaret Wambui       | Lekkoatletyka | Bieg na 800 m kobiet                   | 1:56,89  | 20 sierpnia |

## Skład reprezentacji

### Boks
Mężczyźni
| Zawodnik           | Konkurencja     | 1/16              | 1/8              | Ćwierćfinał      | Półfinał         | Finał            | Finał   | Źródło |
| Zawodnik           | Konkurencja     | Przeciwnik Wynik  | Przeciwnik Wynik | Przeciwnik Wynik | Przeciwnik Wynik | Przeciwnik Wynik | Miejsce | Źródło |
| ------------------ | --------------- | ----------------- | ---------------- | ---------------- | ---------------- | ---------------- | ------- | ------ |
| Peter Mungai Warui | waga papierowa  | BYE               | Lü W 2-1         | Argilagos P 0-3  | NQ               | NQ               | NQ      | [ 13 ] |
| Benson Gicharu     | waga kogucia    | Tsendbaatar P 0-3 | NQ               | NQ               | NQ               | NQ               | NQ      | [ 14 ] |
| Rayton Okwiri      | waga półśrednia | Zamkowoj W 2-1    | Rabii P 0-3      | NQ               | NQ               | NQ               | NQ      | [ 15 ] |

### Judo
| Zawodnik       | Konkurencja            | 1/32             | 1/16             | 1/8              | Ćwierćfinał      | Półfinał         | Repasaże         | Finał/ 3.miejsce | Finał/ 3.miejsce | Źródło |
| Zawodnik       | Konkurencja            | Przeciwnik Wynik | Przeciwnik Wynik | Przeciwnik Wynik | Przeciwnik Wynik | Przeciwnik Wynik | Przeciwnik Wynik | Przeciwnik Wynik | Pozycja          | Źródło |
| -------------- | ---------------------- | ---------------- | ---------------- | ---------------- | ---------------- | ---------------- | ---------------- | ---------------- | ---------------- | ------ |
| Kiplangat Sang | waga do 90 kg mężczyzn | BYE              | Tóth P 000-100   | NQ               | NQ               | NQ               | NQ               | NQ               | NQ               | [ 16 ] |

### Lekkoatletyka
Mężczyźni
Konkurencje biegowe
| Zawodnik              | Konkurencja           | Eliminacje | Eliminacje | Półfinał | Półfinał | Finał    | Finał   | Źródło |
| Zawodnik              | Konkurencja           | Wynik      | Miejsce    | Wynik    | Miejsce  | Wynik    | Miejsce | Źródło |
| --------------------- | --------------------- | ---------- | ---------- | -------- | -------- | -------- | ------- | ------ |
| Mike Mokamba          | 200 m                 | DNS        | DNS        | NQ       | NQ       | NQ       | NQ      | [ 17 ] |
| Carvin Nkanata        | 200 m                 | 21,43      | 72.        | NQ       | NQ       | NQ       | NQ      | [ 17 ] |
| Raymond Kibet         | 400 m                 | 46,15      | 35.        | NQ       | NQ       | NQ       | NQ      | [ 18 ] |
| Alfas Kishoyan        | 400 m                 | 46,74      | 42.        | NQ       | NQ       | NQ       | NQ      | [ 18 ] |
| Alex Sampao           | 400 m                 | 46,62      | 40.        | NQ       | NQ       | NQ       | NQ      | [ 18 ] |
| Alfred Kipketer       | 800 m                 | 1:46,61    | 15.        | 1:44,38  | 5.       | 1:46,02  | 7.      | [ 19 ] |
| Ferguson Rotich       | 800 m                 | 1:46,00    | 9.         | 1:44,65  | 8.       | 1:43,55  | 5.      | [ 19 ] |
| David Rudisha         | 800 m                 | 1:45,09    | 1.         | 1:43,88  | 3.       | 1:42,15  | złoto   |        |
| Asbel Kiprop          | 1500 m                | 3:38,97    | 10.        | 3:39,73  | 4.       | 3:50,87  | 6.      | [ 20 ] |
| Ronald Kwemoi         | 1500 m                | 3:38,33    | 1.         | 3:39,42  | 1.       | 3:56,76  | 13.     | [ 20 ] |
| Elijah Manangoi       | 1500 m                | 3:46,83    | 26.        | DNS      | DNS      | NQ       | NQ      | [ 20 ] |
| Isiah Koech           | 5000 m                | 13:25,15   | 14.        | N/A      | N/A      | NQ       | NQ      | [ 21 ] |
| Charles Yosei Muneria | 5000 m                | 13:30,95   | 27.        | N/A      | N/A      | NQ       | NQ      | [ 21 ] |
| Caleb Ndiku           | 5000 m                | 13:26,63   | 18.        | N/A      | N/A      | NQ       | NQ      | [ 21 ] |
| Geoffrey Kipsang      | 10 000 m              | N/A        | N/A        | N/A      | N/A      | 27:31,94 | 11.     | [ 22 ] |
| Bidan Karoki          | 10 000 m              | N/A        | N/A        | N/A      | N/A      | 27:22,93 | 5.      | [ 22 ] |
| Paul Tanui            | 10 000 m              | N/A        | N/A        | N/A      | N/A      | 27:05,64 | srebro  | [ 22 ] |
| Nicholas Bett         | 400 m przez płotki    | DSQ        | DSQ        | NQ       | NQ       | NQ       | NQ      | [ 23 ] |
| Haron Koech           | 400 m przez płotki    | 48,77      | 8.         | 48,49    | 5.       | 49,09    | 7.      | [ 23 ] |
| Boniface Tumuti       | 400 m przez płotki    | 48,91      | 9.         | 48,85    | 10.      | 47,78    | srebro  | [ 23 ] |
| Ezekiel Kemboi        | 3000 m z przeszkodami | 8:25,51    | 8.         | N/A      | N/A      | DSQ      | DSQ     | [ 24 ] |
| Brimin Kipruto        | 3000 m z przeszkodami | 8:26,25    | 10.        | N/A      | N/A      | 8:18,79  | 7.      | [ 24 ] |
| Conseslus Kipruto     | 3000 m z przeszkodami | 8:21,40    | 1.         | N/A      | N/A      | 8:03,28  | złoto   | [ 24 ] |
| Stanley Biwott        | maraton               | N/A        | N/A        | N/A      | N/A      | DNF      | DNF     | [ 25 ] |
| Eliud Kipchoge        | maraton               | N/A        | N/A        | N/A      | N/A      | 2:08:44  | złoto   | [ 25 ] |
| Wesley Korir          | maraton               | N/A        | N/A        | N/A      | N/A      | DNF      | DNF     | [ 25 ] |
| Samuel Gathimba       | chód na 20 km         | N/A        | N/A        | N/A      | N/A      | DNF      | DNF     | [ 26 ] |
| Simon Wachira         | chód na 20 km         | N/A        | N/A        | N/A      | N/A      | DNF      | DNF     | [ 26 ] |

Konkurencje techniczne
| Zawodnik    | Konkurencja    | Kwalifikacje | Kwalifikacje | Finał | Finał   | Źródło |
| Zawodnik    | Konkurencja    | Wynik        | Miejsce      | Wynik | Miejsce | Źródło |
| ----------- | -------------- | ------------ | ------------ | ----- | ------- | ------ |
| Julius Yego | rzut oszczepem | 83,55        | 5.           | 88,24 | srebro  | [ 27 ] |

Kobiety
Konkurencje biegowe
| Zawodnik              | Konkurencja           | Eliminacje | Eliminacje | Półfinał | Półfinał | Finał    | Finał   | Źródło |
| Zawodnik              | Konkurencja           | Wynik      | Miejsce    | Wynik    | Miejsce  | Wynik    | Miejsce | Źródło |
| --------------------- | --------------------- | ---------- | ---------- | -------- | -------- | -------- | ------- | ------ |
| Winny Chebet          | 800 m                 | 2:01,65    | 38.        | 2:01,90  | 21.      | NQ       | NQ      | [ 28 ] |
| Eunice Sum            | 800 m                 | 1:59,83    | 12.        | 2:00,88  | 19.      | NQ       | NQ      | [ 28 ] |
| Margaret Wambui       | 800 m                 | 1:59,66    | 8.         | 1:59,21  | 7.       | 1:56,89  | brąz    | [ 28 ] |
| Nancy Chepkwemoi      | 1500 m                | 4:15,41    | 25.        | NQ       | NQ       | NQ       | NQ      | [ 29 ] |
| Faith Kipyegon        | 1500 m                | 4:06,65    | 6.         | 4:03,95  | 3.       | 4:08,92  | złoto   | [ 29 ] |
| Viola Cheptoo Lagat   | 1500 m                | 4:08,09    | 13.        | 4:06,83  | 14.      | NQ       | NQ      | [ 29 ] |
| Mercy Cherono         | 5000 m                | 15:19,56   | 9.         | N/A      | N/A      | 14:42,89 | 4.      | [ 30 ] |
| Vivian Cheruiyot      | 5000 m                | 15:17,74   | 3.         | N/A      | N/A      | 14:26,17 | złoto   | [ 30 ] |
| Hellen Obiri          | 5000 m                | 15:19,38   | 7.         | N/A      | N/A      | 14:29,77 | srebro  | [ 30 ] |
| Alice Aprot           | 10 000 m              | N/A        | N/A        | N/A      | N/A      | 29:53,51 | 4.      | [ 31 ] |
| Vivian Cheruiyot      | 10 000 m              | N/A        | N/A        | N/A      | N/A      | 29:32,53 | złoto   | [ 31 ] |
| Betsy Saina           | 10 000 m              | N/A        | N/A        | N/A      | N/A      | 30:07,78 | 5.      | [ 31 ] |
| Maureen Jelagat Maiyo | 400 m przez płotki    | 57,97      | 39.        | NQ       | NQ       | NQ       | NQ      | [ 32 ] |
| Beatrice Chepkoech    | 3000 m z przeszkodami | 9:17,55    | 2.         | N/A      | N/A      | 9:16,05  | 4.      | [ 33 ] |
| Hyvin Jepkemoi        | 3000 m z przeszkodami | 9:24,61    | 10.        | N/A      | N/A      | 9:07,12  | srebro  | [ 33 ] |
| Lydia Rotich          | 3000 m z przeszkodami | 9:30,21    | 13.        | N/A      | N/A      | 9:29,90  | 13.     | [ 33 ] |
| Visiline Jepkesho     | maraton               | N/A        | N/A        | N/A      | N/A      | 2:46:05  | 86.     | [ 34 ] |
| Helah Kiprop          | maraton               | N/A        | N/A        | N/A      | N/A      | DNF      | DNF     | [ 34 ] |
| Jemima Sumgong        | maraton               | N/A        | N/A        | N/A      | N/A      | 2:24:04  | złoto   | [ 34 ] |
| Grace Njue            | chód 20 km            | N/A        | N/A        | N/A      | N/A      | 1:37:49  | 42.     | [ 35 ] |

### Łucznictwo
| Zawodnik       | Konkurencja       | Runda rankingowa | Runda rankingowa | 1/32             | 1/16             | 1/8              | Ćwierćfinały     | Półfinały        | Finał            | Finał   | Źródło |
| Zawodnik       | Konkurencja       | Wynik            | Miejsce          | Przeciwnik Wynik | Przeciwnik Wynik | Przeciwnik Wynik | Przeciwnik Wynik | Przeciwnik Wynik | Przeciwnik Wynik | Pozycja | Źródło |
| -------------- | ----------------- | ---------------- | ---------------- | ---------------- | ---------------- | ---------------- | ---------------- | ---------------- | ---------------- | ------- | ------ |
| Shehzana Anwar | indywidualnie (k) | 579              | 62.              | Ki P 1-6         | NQ               | NQ               | NQ               | NQ               | NQ               | NQ      | [ 36 ] |

### Pływanie
| Zawodnik       | Konkurencja                | Eliminacje | Eliminacje | Półfinał | Półfinał | Finał | Finał   | Źródło |
| Zawodnik       | Konkurencja                | Czas       | Miejsce    | Czas     | Miejsce  | Czas  | Miejsce | Źródło |
| -------------- | -------------------------- | ---------- | ---------- | -------- | -------- | ----- | ------- | ------ |
| Hamdan Bayusuf | 100 m grzbietowym mężczyzn | 1:00,28    | 38.        | NQ       | NQ       | NQ    | NQ      | [ 37 ] |
| Talisa Lanoe   | 100 m grzbietowym          | 1:10,02    | 33.        | NQ       | NQ       | NQ    | NQ      | [ 38 ] |

### Podnoszenie ciężarów
| Zawodnik    | Konkurencja            | Rwanie | Rwanie  | Podrzut | Podrzut | Razem  | Pozycja | Źródło |
| Zawodnik    | Konkurencja            | Wynik  | Pozycja | Wynik   | Pozycja | Razem  | Pozycja | Źródło |
| ----------- | ---------------------- | ------ | ------- | ------- | ------- | ------ | ------- | ------ |
| James Adede | waga do 94 kg mężczyzn | 116 kg | 17.     | 140 kg  | 17.     | 256 kg | 17.     | [ 39 ] |

### Rugby union
Turniej mężczyzn
- Reprezentacja mężczyzn

| - Biko Adema - Andrew Amonde - Oscar Ayodi - Collins Injera - Humphrey Kayange - Augustine Lugonzo |  | - Bush Mwale - Billy Odhiambo - Willie Ambaka - Samuel Oliech - Dennis Ombachi - Oscar Ouma |

Reprezentacja Kenii brała udział w rozgrywkach grupy C turnieju olimpijskiego i zajęła w niej 4. miejsce i w dalszej fazie turnieju brała udział w rozgrywkach o miejsca 9. - 12. Ostatecznie reprezentacja Kenii została sklasyfikowana na 11. miejscu.
| Drużyna         | M | Mecze | Mecze | Mecze | Punkty | Punkty | Punkty | Pkt |
| Drużyna         | M | W     | R     | P     | +      | -      | +/-    | Pkt |
| --------------- | - | ----- | ----- | ----- | ------ | ------ | ------ | --- |
| Wielka Brytania | 3 | 3     | 0     | 0     | 73     | 45     | 28     | 9   |
| Japonia         | 3 | 2     | 0     | 1     | 64     | 40     | 24     | 7   |
| Nowa Zelandia   | 3 | 1     | 0     | 2     | 59     | 40     | 19     | 5   |
| Kenia           | 3 | 0     | 0     | 3     | 19     | 90     | -71    | 3   |

Rozgrywki grupowe
| 9 sierpnia 201612:00 | Wielka Brytania | 31:7 | Kenia | Deodoro Stadium, Rio de Janeiro |
| 9 sierpnia 201612:00 |                 | 31:7 |       | Deodoro Stadium, Rio de Janeiro |

| 9 sierpnia 201617:30 | Nowa Zelandia | 28:5 | Kenia | Deodoro Stadium, Rio de Janeiro |
| 9 sierpnia 201617:30 |               | 28:5 |       | Deodoro Stadium, Rio de Janeiro |

| 10 sierpnia 201612:00 | Kenia | 7:31 | Japonia | Deodoro Stadium, Rio de Janeiro |
| 10 sierpnia 201612:00 |       | 7:31 |         | Deodoro Stadium, Rio de Janeiro |

Mecze o miejsca 9. - 12.
| 10 sierpnia 201616:30 | Hiszpania | 14:12 | Kenia | Deodoro Stadium, Rio de Janeiro |
| 10 sierpnia 201616:30 |           | 14:12 |       | Deodoro Stadium, Rio de Janeiro |

| 11 sierpnia 201612:30 | Brazylia | 0:24 | Kenia | Deodoro Stadium, Rio de Janeiro |
| 11 sierpnia 201612:30 |          | 0:24 |       | Deodoro Stadium, Rio de Janeiro |

Turniej kobiet
- Reprezentacja kobiet

| - Catherine Abilla - Linet Arasa - Sheila Chajira - Celestine Masinde - Rachael Mbogo - Janet Okelo |  | - Philadelphia Olando - Irene Otieno - Stacy Otieno - Janet Owino - Camilyne Oyuayo - Doreen Remour |

Reprezentacja Kenii brała udział w rozgrywkach grupy B turnieju olimpijskiego i zajęła w niej 4. miejsce i w dalszej fazie turnieju brała udział w rozgrywkach o miejsca 9. - 12. Ostatecznie reprezentacja Kenii została sklasyfikowana na 11. miejscu.
| Drużyna       | M | Mecze | Mecze | Mecze | Punkty | Punkty | Punkty | Pkt |
| Drużyna       | M | W     | R     | P     | +      | -      | +/-    | Pkt |
| ------------- | - | ----- | ----- | ----- | ------ | ------ | ------ | --- |
| Nowa Zelandia | 3 | 3     | 0     | 0     | 109    | 12     | 97     | 9   |
| Francja       | 3 | 2     | 0     | 1     | 71     | 40     | 31     | 7   |
| Hiszpania     | 3 | 1     | 0     | 2     | 31     | 65     | -34    | 5   |
| Kenia         | 3 | 0     | 0     | 3     | 17     | 111    | -94    | 3   |

Rozgrywki grupowe
| 6 sierpnia 201611:30 | Nowa Zelandia | 52:0 | Kenia | Deodoro Stadium, Rio de Janeiro |
| 6 sierpnia 201611:30 |               | 52:0 |       | Deodoro Stadium, Rio de Janeiro |

| 6 sierpnia 201616:00 | Francja | 40:7 | Kenia | Deodoro Stadium, Rio de Janeiro |
| 6 sierpnia 201616:00 |         | 40:7 |       | Deodoro Stadium, Rio de Janeiro |

| 7 sierpnia 201611:00 | Hiszpania | 19:10 | Kenia | Deodoro Stadium, Rio de Janeiro |
| 7 sierpnia 201611:00 |           | 19:10 |       | Deodoro Stadium, Rio de Janeiro |

Mecze o miejsca 9. - 12.
| 7 sierpnia 201618:30 | Kenia | 0:24 | Japonia | Deodoro Stadium, Rio de Janeiro |
| 7 sierpnia 201618:30 |       | 0:24 |         | Deodoro Stadium, Rio de Janeiro |

| 8 sierpnia 201612:30 | Kolumbia | 10:22 | Kenia | Deodoro Stadium, Rio de Janeiro |
| 8 sierpnia 201612:30 |          | 10:22 |       | Deodoro Stadium, Rio de Janeiro |